# 쳇 베이커
쳇 베이커(Chet Baker, 1929년 12월 23일 ~ 1988년 5월 13일)은 미국의 재즈 음악가이자 트럼펫 연주가이다.
편안하고 우수에 짙은 음악을 추구하여 1950년대 쿨 재즈, 특히 웨스트 코스트 재즈를 대표하는 인물로 자리매김하였다.
음악적 성공에도 불구하고 1960년대 약물중독으로 여러차례 수감되었다. 1988년 네덜란드 암스테르담의 한 호텔 유리창에서 추락하여 사망하였다.

## 생애

### 어린 시절
쳇 베이커는 오클라호마주 예일에서 태어나고 자랐다. 베이커의 아버지는 전문 기타 연주자였다. 교회 성가대에서 노래를 하면서 음악적 활동을 시작하였다. 베이커에게 처음 트롬본을 가르쳐준 것은 아버지였는데, 트롬본이 어린 베이커가 다루기에는 좀 크다고 생각돼서 트럼펫으로 바꾸게 되었다.

## 같이 보기
- Chet Baker Sings
- 본 투 비 블루